# Ахмед Доган
Ахмед Демир Доган (Пчеларево, 29. март 1954) рођен као Ахмед Исмаилов Ахмедов је бугарски олигарх и политичар турског порекла. Био је председник Покрета за права и слободу (ДПС) од 1990. до 2013. године.

## Живот и каријера
Доган је рођен у селу Пчеларево од стране мајке Демире Доган и непознатог оца 1954. године. 1981. године, дипломирао је филозофију на Универзитету у Софији и 1986. стекао тадашњи еквивалент доктората након завршетка дисертације на тему „Филозофска анализа принципа симетрије“.
Оснивач је и први председник Покрета за права и слободу (ДПС), либералне странке која тврди да заступа интересе турске мањине у Бугарској.
У септембру 2007. године Доганово име било је наведено у званичном извештају сарадника тајне полиције из времена комунизма. Према извештају, Доган је био плаћени агент Комитета за државну безбедност од августа 1974. до марта 1988.
Био је посланик у Народном собрању у више мандата.
Октобра 2010. године, Врховни управни суд у Софији ослободио је Догана од оптужбе за корупцију у случају који је покренула парламентарна комисија у вези са накнадама за консултације плаћеним 2008. и 2009. године у вези са хидроенергетским пројектима.
19. јануара 2013. године, док се Доган обраћао публици са говорнице, нападач је излетео на бину и уперио пиштољ у Доганову главу. Нападач је користио гасни пиштољ са празним кертриџима, али пиштољ није опалио.